# Xã Auglaize, Quận Paulding, Ohio
Xã Auglaize (tiếng Anh: Auglaize Township) là một xã thuộc quận Paulding, tiểu bang Ohio, Hoa Kỳ. Năm 2010, dân số của xã này là 1.454 người.